# Antilope cervicapra
El antílope indio, antílope negro, sasín o cervicabra (Antilope cervicapra) es una especie de mamífero artiodáctilo de la familia Bovidae que se encuentra en la India, este de Pakistán y Nepal. Es la única especie de su género.

## Descripción
Mide 1,25 m de longitud (sin contar los 15 cm de la cola). Solo los machos tienen astas, miden 50 cm de longitud aproximadamente y presentan tres o cuatro ondulaciones en forma de espiral. El pelaje es de color castaño rojizo en la parte superior; el hocico, el pecho y el vientre son de color blanco. En la época de celo se le hipertrofian las glándulas lacrimales cuya olorosa secreción sirve de reclamo sexual. El desarrollo embrionario dura nueve meses. Se alimenta de hierba y plantas jugosas; vive en manadas y es muy precavido.

## Subespecies
Se reconocen las siguientes subespecies:
- Antilope cervicapra cervicapra
- Antilope cervicapra rajputanae

## Galería

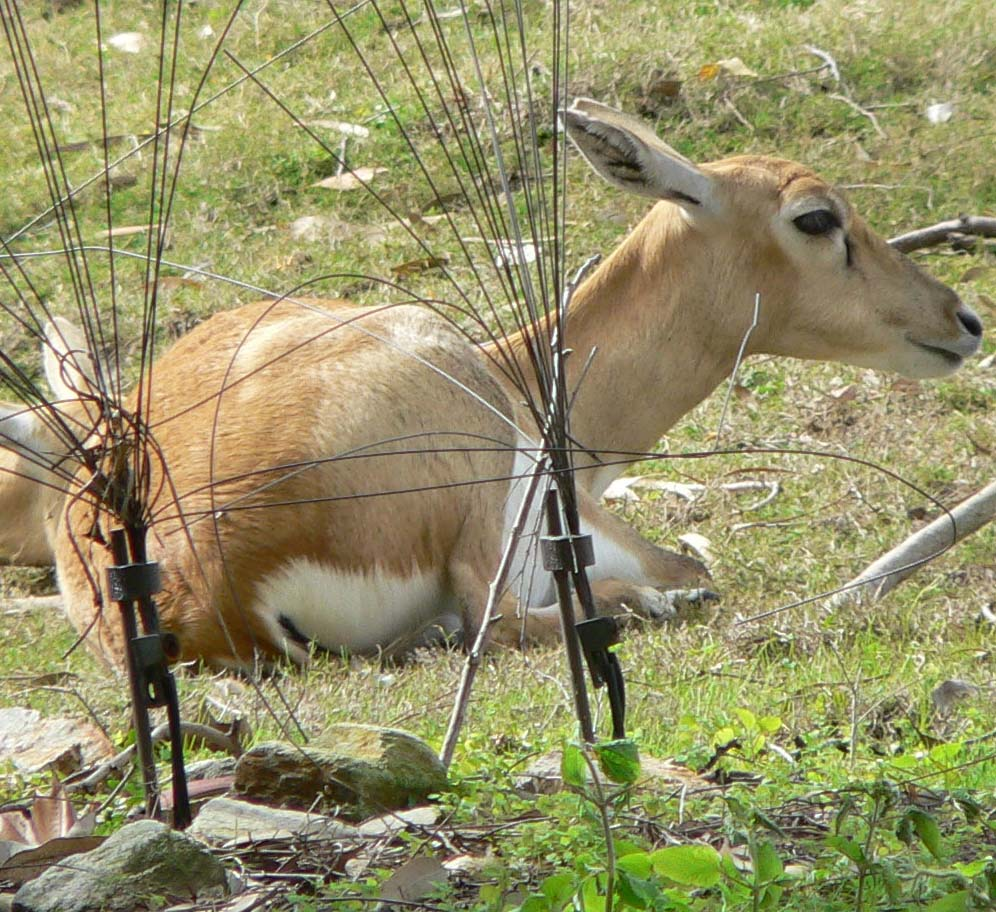
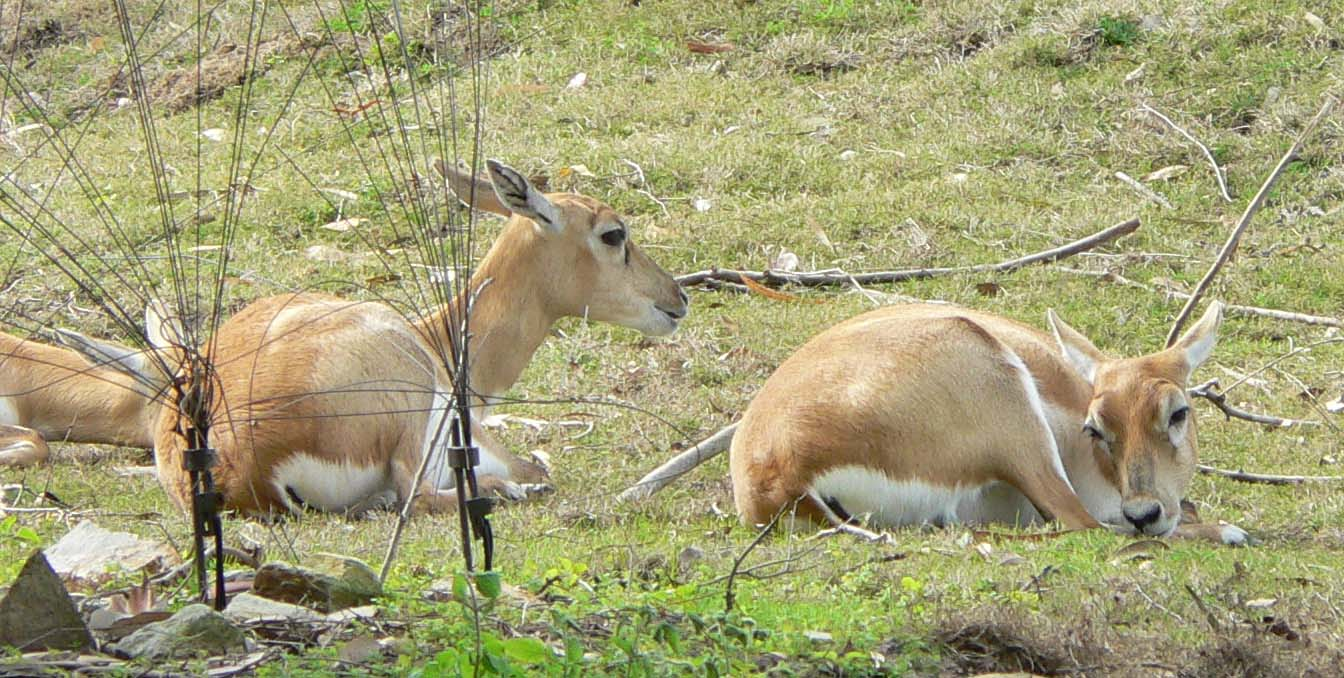
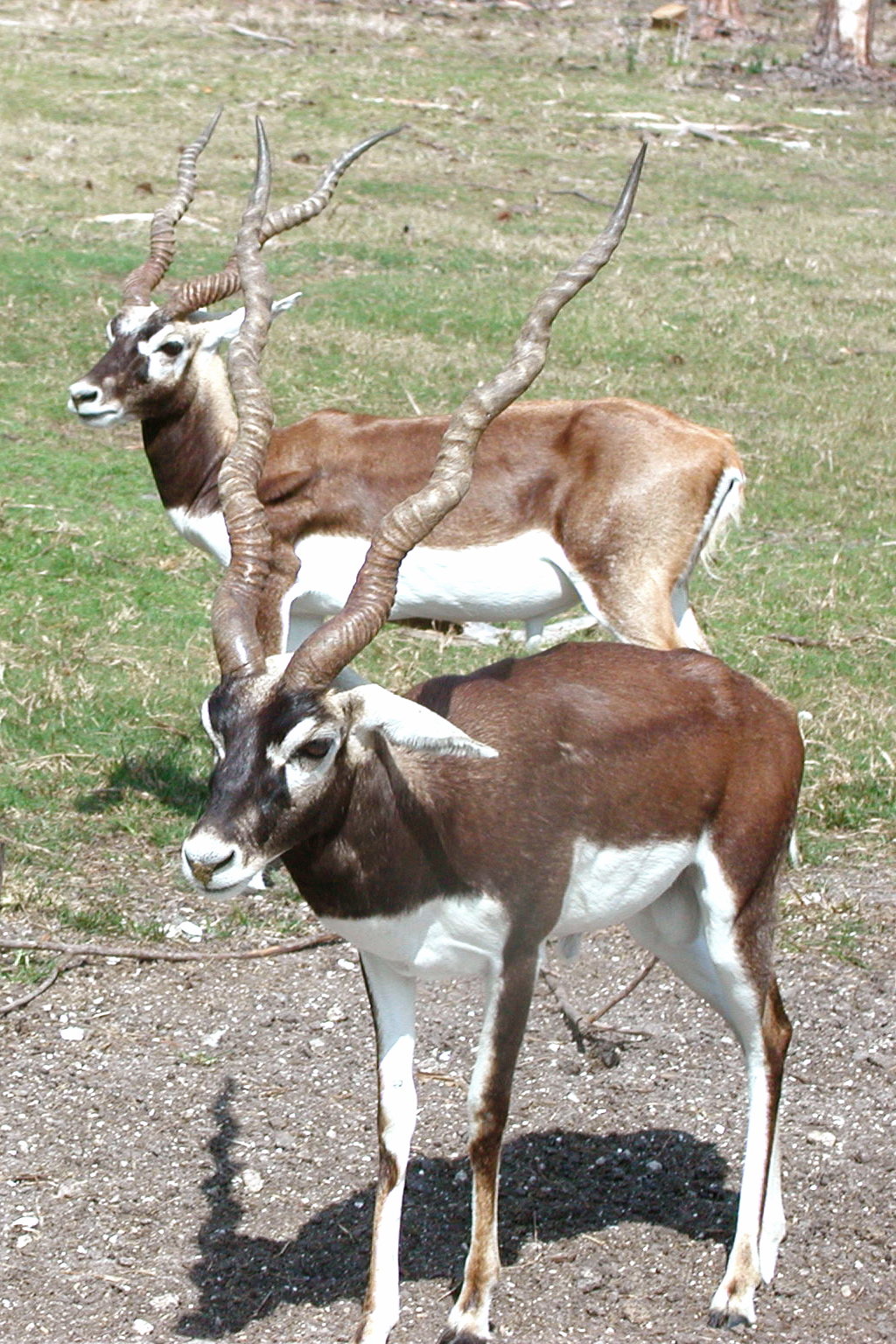
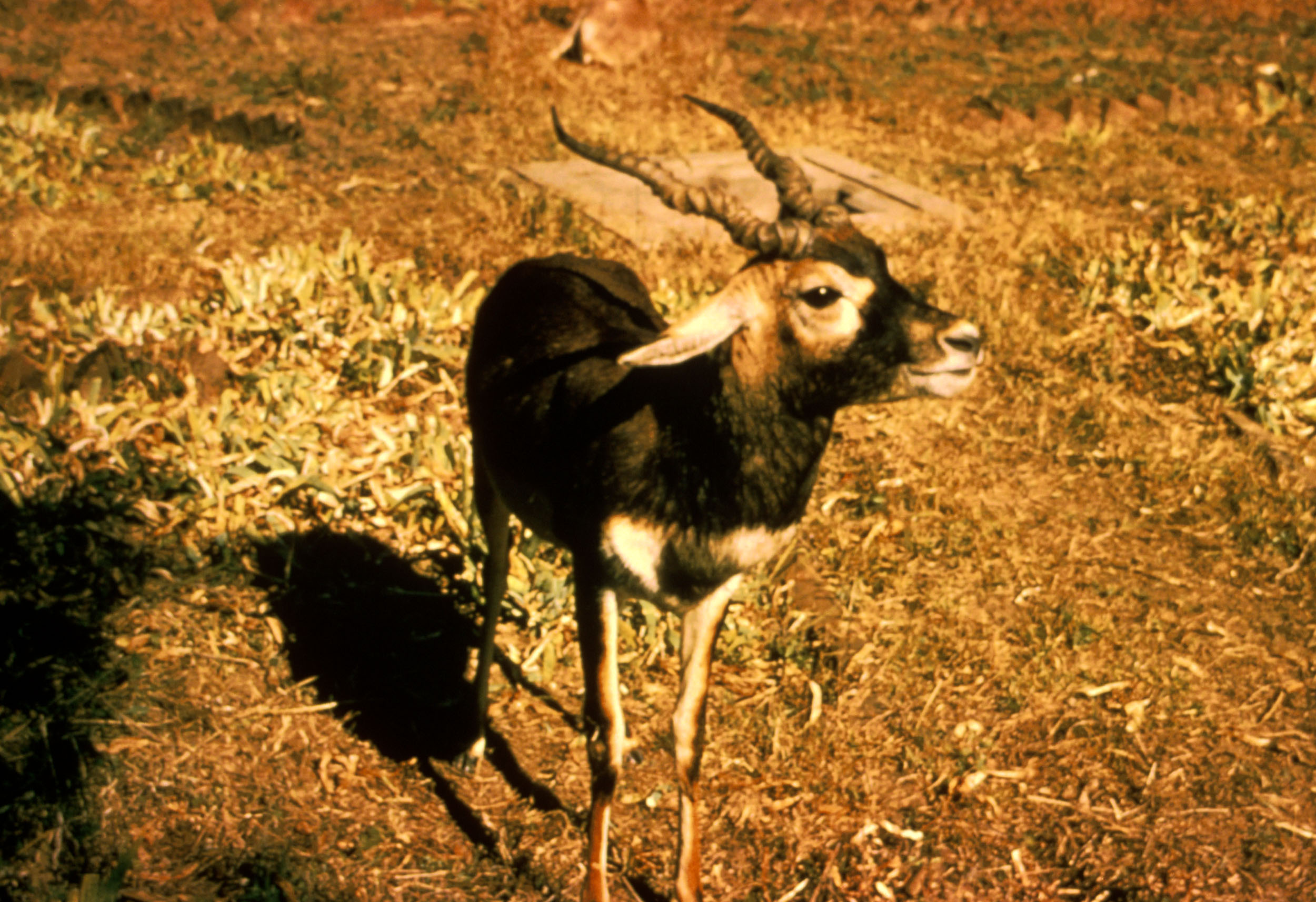
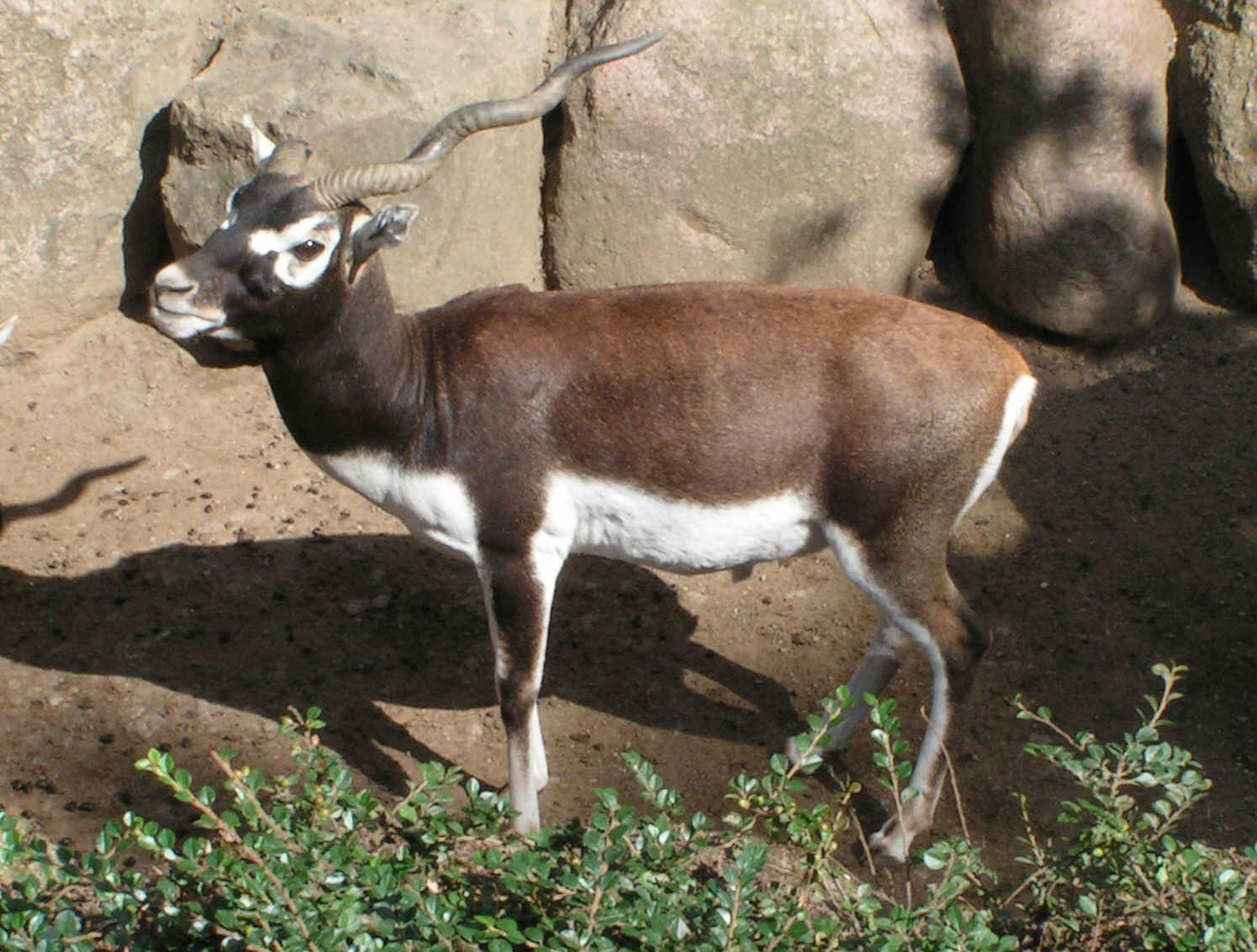
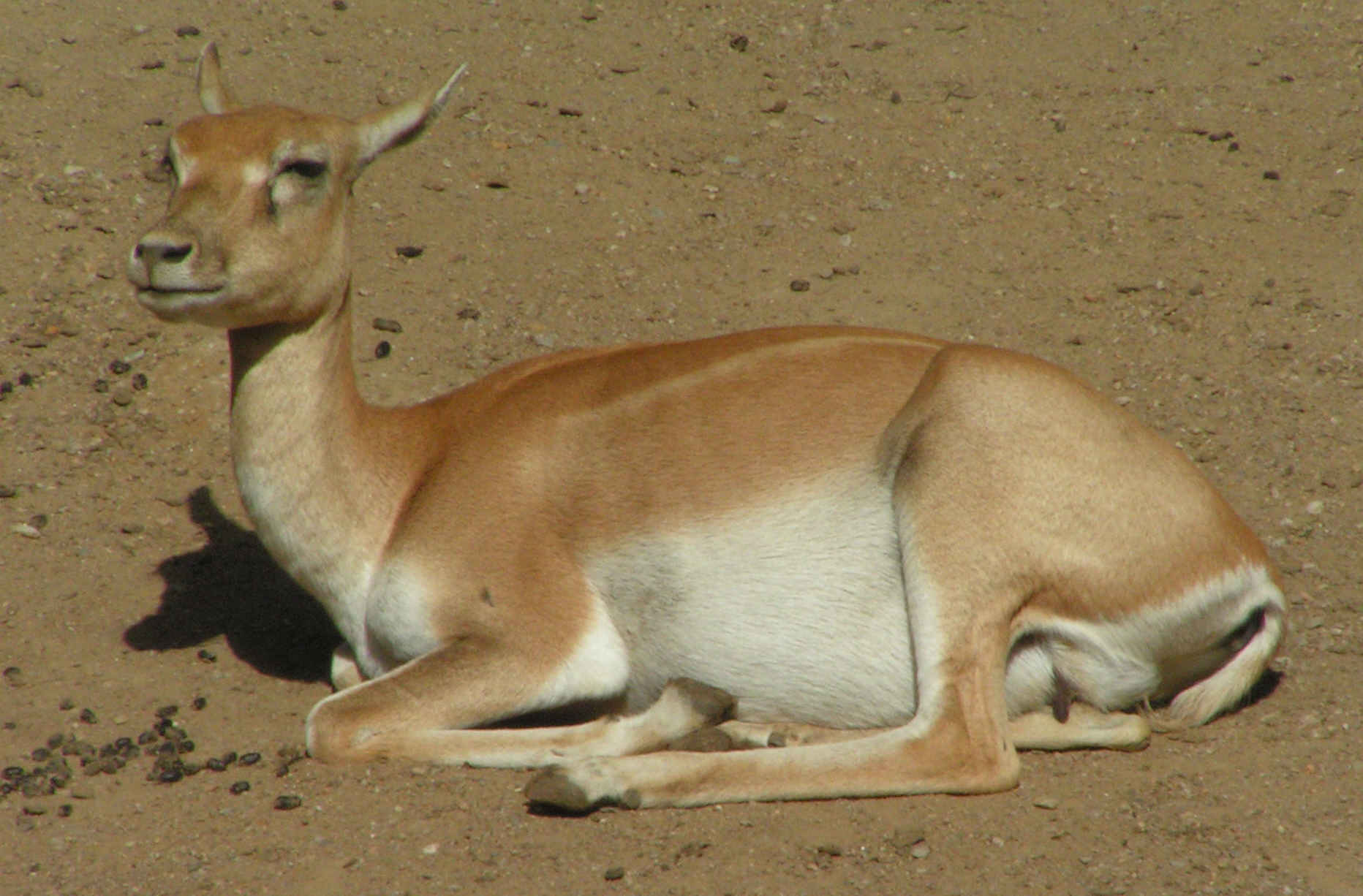